# 1964年NBA选秀
1964年NBA選秀（1964 NBA draft）是國家籃球協會（NBA）的第十八次年度選秀。本次選秀於1964年5月4日舉行，9支NBA球隊輪流從美國大學籃球業餘運動員中挑選新隊員。在每一輪選秀中，各隊按照前一賽季（1963-64賽季）的勝負成績逆序選擇。此次選秀共選了15輪，總計選進101位球員。

## 選秀情況
沃爾特·哈扎德及喬治·威爾森各自被洛杉磯湖人及辛辛那提皇家以地緣選秀的方式選中。來自格蘭布林州立大學的吉姆·巴恩斯在第一輪第一順位被紐約尼克選為該屆狀元。第8順位來自西德克薩斯學院的威利斯·里德贏得本季NBA年度最佳新秀，瑞德最終入選名人堂，也被列入NBA50大巨星一列。其職業生涯10年都待在尼克隊，成就包括於1970及1973年贏得NBA冠軍、2次NBA總決賽最有價值球員、1970年NBA最有價值球員、5度入選最佳陣容以及7度入選明星隊退休之後轉任教練，執教過尼克隊與紐約籃網隊各兩季。
第10順位的保罗·西拉斯其成就包括3次NBA冠軍，分別於1974及1976年在波士頓塞爾提克得到，另一次則於1979年在西雅圖超音速得到，還有2次明星賽經驗退休之後執教過3支NBA球隊，最近的執教經驗是克里夫蘭騎士。第19順位的傑里·斯隆球員生涯入選過2次明星隊。退休後首先執教芝加哥公牛3個球季，但在1981-82 NBA賽季被開除。1988年到了猶他爵士擔任總教練，自此就一直擔任爵士隊總教練直到2011年因其顯赫的執教成績而以教練的身份入選名人堂。Hazzard 、第2順位的喬·考德威爾、第4順位的盧克·傑克森與第5順位的傑夫·穆林斯是除了以上之外，參加過明星賽的本屆新秀。第25順位的John Thompson也以教練的身份被入選名人堂 他退休後成為一名成功的大學總教練，長期執教喬治城大學達27個球季，於1984年贏得NCAA男子籃球全國冠軍，並成為第一位贏得NCAA冠軍的非裔美國人總教練。第12順位的Cotton Nash也打過美國職棒大聯盟（MLB），他在職業籃球生涯中途，到大聯盟打了3個球季，成為12位同時打過NBA及MLB的球員之一。

## 圖例
| 场上位置 | G    | F    | C    |
| 位置     | 后卫 | 前锋 | 中锋 |

| ^ | 表示此球員已經入選奈史密斯籃球名人紀念堂 |
| + | 表示此球員已經入選NBA全明星赛至少一次    |
| # | 表示此球員從未在NBA例行賽或季後賽出賽過  |

## 前兩輪選秀

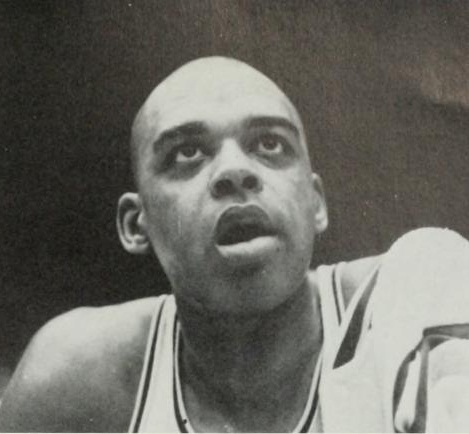
沃尔特·哈扎德透過地緣選秀的方式被洛杉磯湖人選中
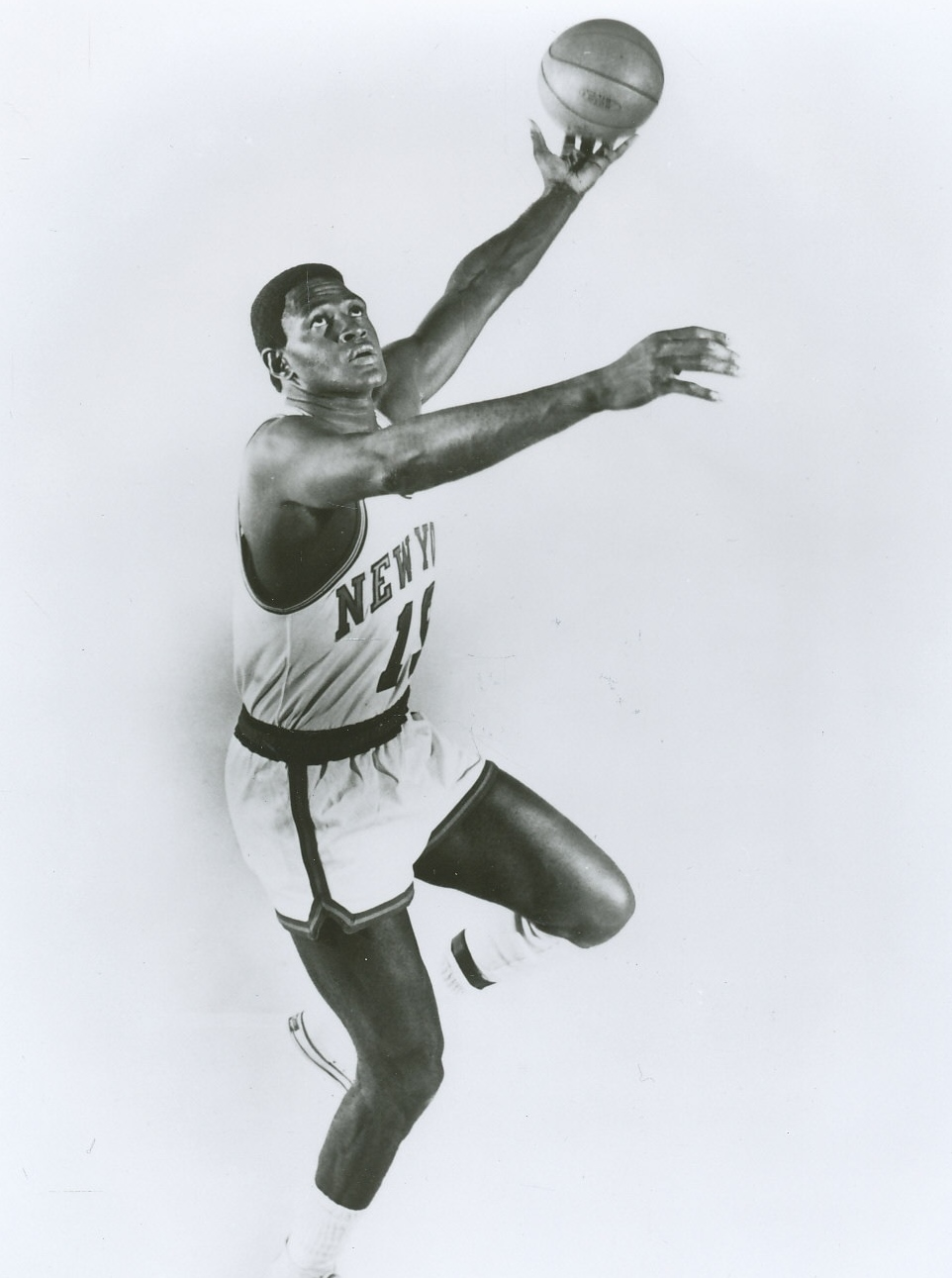
威利斯·里德在第8順位被紐約尼克選中
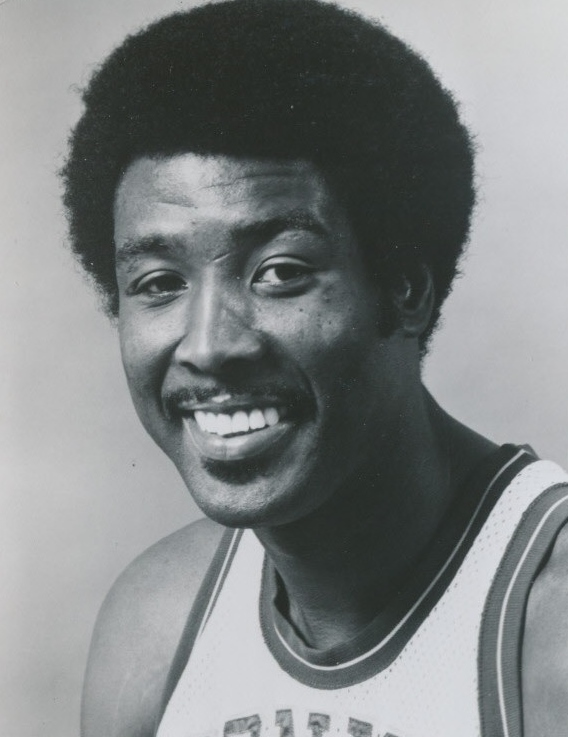
保罗·西拉斯在第10順位被聖路易老鷹選中

| 轮数 | 顺位 | 球员名             | 场上位置 | 国籍 | 球队                                      | 大学/球隊            |
| ---- | ---- | ------------------ | -------- | ---- | ----------------------------------------- | -------------------- |
| T    | –    | 沃尔特·哈扎德+[1]  | G        | 美国 | 洛杉磯湖人                                | 加州大學洛杉磯分校   |
| T    | –    | 乔治·威尔逊        | C        | 美国 | 辛辛那提皇家                              | 辛辛那提大學         |
| 1    | 1    | 吉姆·巴恩斯        | F/C      | 美国 | 紐約尼克                                  | 西德克薩斯學院       |
| 1    | 2    | 喬·考德威爾+       | G/F      | 美国 | 底特律活塞                                | 亞利桑那州立大學     |
| 1    | 3    | 加里·布拉德斯      | F        | 美国 | 巴爾的摩子彈                              | 俄亥俄州立大學       |
| 1    | 4    | 盧克·傑克森+       | F/C      | 美国 | 費城76人                                  | 德克薩斯大學汎美分校 |
| 1    | 5    | 杰夫·穆林斯+       | G/F      | 美国 | 聖路易老鷹                                | 杜克大學             |
| 1    | 6    | 巴里·克拉默        | G/F      | 美国 | 舊金山勇士                                | 紐約大學             |
| 1    | 7    | 邁爾·康特斯        | F/C      | 美国 | 波士頓塞爾提克                            | 俄勒岡州立大學       |
| 2    | 8    | 威利斯·里德^       | F/C      | 美国 | 紐約尼克                                  | 格蘭布林州立大學     |
| 2    | 9    | 萊斯·亨特          | F/C      | 美国 | 底特律活塞                                | 芝加哥羅耀拉大學     |
| 2    | 10   | 保罗·西拉斯+       | F/C      | 美国 | 聖路易老鷹 （原本為巴爾的摩子彈的選秀權） | 克萊頓大學           |
| 2    | 11   | 艾拉·哈奇#         | C        | 美国 | 費城76人                                  | 新墨西哥大學         |
| 2    | 12   | 克顿·纳什          | F        | 美国 | 洛杉磯湖人                                | 肯塔基大學           |
| 2    | 13   | 霍華德·科密維斯    | G        | 美国 | 紐約尼克 （原本為聖路易老鷹的選秀權）[a]  | 鮑林格林州立大學     |
| 2    | 14   | 布德·科普爾        | G        | 美国 | 舊金山勇士                                | 奧克拉荷馬城市大學   |
| 2    | 15   | 比尔·赫梅莱夫斯基# | C        | 美国 | 辛辛那提皇家                              | 費城Tapers（ABL）[2] |
| 2    | 16   | 罗恩·伯纳姆        | F        | 美国 | 波士頓塞爾提克                            | 辛辛那提大學         |

## 其他新秀

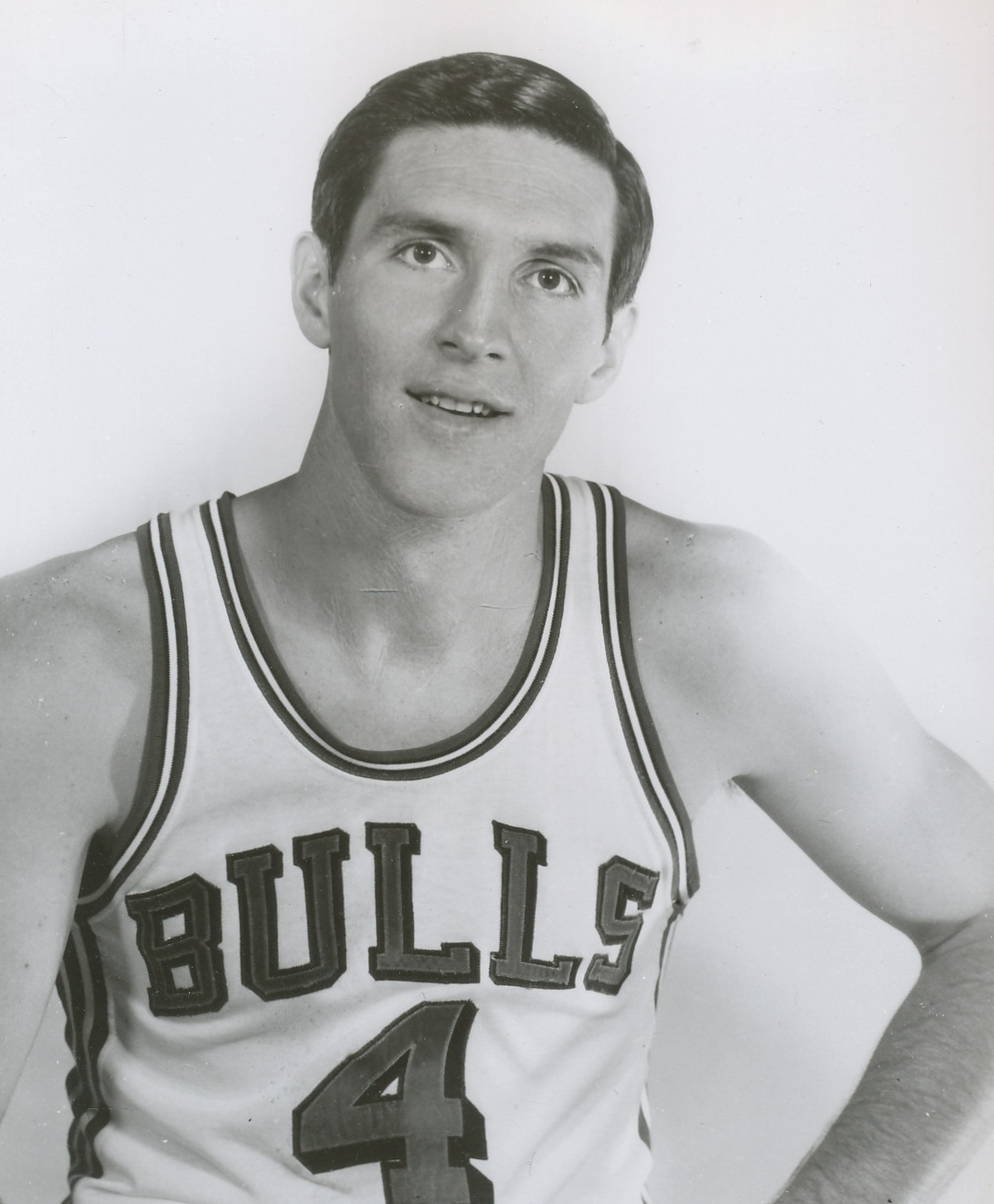
傑里·斯隆在第19順位被巴爾的摩子彈選中。

下面列出至少在一場NBA球賽中出場的新秀球員。
| 轮数 | 顺位 | 球员名          | 场上位置 | 国籍 | 球队           | 大学             |
| ---- | ---- | --------------- | -------- | ---- | -------------- | ---------------- |
| 3    | 18   | 沃利·琼斯       | G        | 美国 | 底特律活塞     | 維拉諾瓦大學     |
| 3    | 19   | 傑里·斯隆+      | G/F      | 美国 | 巴爾的摩子彈   | 伊凡斯維爾大學   |
| 3    | 20   | 拉里·琼斯       | G/F      | 美国 | 費城76人       | 托雷多大學       |
| 3    | 23   | 麥考伊·麥克萊默 | F/C      | 美国 | 舊金山勇士     | 德雷克大學       |
| 3    | 24   | 史蒂夫·考汀     | G        | 美国 | 辛辛納提皇家   | 聖約瑟夫大學     |
| 3    | 25   | 约翰·汤普森     | F        | 美国 | 波士頓塞爾提克 | 普洛威頓斯學院   |
| 4    | 26   | 弗莱迪·克劳福德 | G/F      | 美国 | 紐約尼克       | 聖文德大學       |
| 4    | 27   | 吉姆·戴維斯     | F/C      | 美国 | 底特律活塞     | 科羅拉多大學     |
| 4    | 30   | 漢克·芬克爾     | C        | 美国 | 洛杉磯湖人     | 戴頓大學         |
| 4    | 33   | 哈羅德·海爾斯頓 | F        | 美国 | 辛辛納提皇家   | 紐約大學         |
| 4    | 34   | 乔·斯特劳德     | C        | 美国 | 波士頓塞爾提克 | 布拉德利大學     |
| 5    | 40   | 约翰·特拉斯范特 | F/C      | 美国 | 聖路易老鷹     | 西雅圖大學       |
| 7    | 53   | 埃姆·布莱恩特   | G        | 美国 | 紐約尼克       | 德保羅大學       |
| 9    | 72   | 汤姆·布雷克     | C        | 美国 | 巴爾的摩子彈   | 南達科塔州立大學 |

## 選秀交易
- a 1962年9月14日，紐約尼克以里奇·蓋倫跟聖路易老鷹交換1個第二輪選秀權[20]。之後尼克隊選擇了霍華德·科密維斯。